# 太子町立太子東中学校
太子町立太子東中学校（たいしちょうりつ たいしひがしちゅうがっこう）は、兵庫県揖保郡太子町太田にある公立中学校。

## 沿革
- 1982年（昭和57年）4月1日 - 太子町立太子中学校を東西2校に分離、設立

## 部活動

### 運動部
- 野球部
- 陸上競技部
- ソフトテニス部
- バスケットボール部
- 女子バレーボール部
- 卓球部
- ソフトボール部
- 柔道部
- サッカー部
- 剣道部

### 文化部
- 吹奏楽部
- 美術部
- 家庭科部

## 通学区域
以下の2小学校区。太子町東部。
- 太子町立太田小学校
- 太子町立龍田小学校

## 校訓
- 聖徳の和 和敬友愛－敬愛の真心
- 太龍の志 大志遠望－磨きぬく英知
- 丹生の力 克己錬成－たくましい体魂

## 教育目標
- 情操を培う - 和の心をもつ
- 知性を磨く - 大きな希望をもつ
- 心身を鍛える - 情熱をもつ

## 学校周辺
- 太子町総合公園
- 太子竜野バイパス

## 通学区域が隣接している学校
- 太子町立太子西中学校
- 姫路市立朝日中学校
- 姫路市立夢前中学校
- 姫路市立大白書中学校
- たつの市立龍野東中学校